# Liste der Monuments historiques in Aroffe
Die Liste der Monuments historiques in Aroffe führt die Monuments historiques in der französischen Gemeinde Aroffe auf.

## Liste der Immobilien
| Bezeichnung | Beschreibung                       | Standort                    | Kennzeichnung | Schutzstatus | Datum | Bild |
| ----------- | ---------------------------------- | --------------------------- | ------------- | ------------ | ----- | ---- |
| Wegekreuz   | zweite Hälfte des 16. Jahrhunderts | südöstlich des Ortes (Lage) | PA00107081    | Classé       | 1909  |      |

## Liste der Objekte
| Bezeichnung                      | Beschreibung                                     | Standort                        | Kennzeichnung | Schutzstatus | Datum | Bild |
| -------------------------------- | ------------------------------------------------ | ------------------------------- | ------------- | ------------ | ----- | ---- |
| Skulptur eines heiligen Bischofs | Kalkstein, 15. Jahrhundert                       | in der Kirche St-Sulpice (Lage) | PM88001177    | Classé       | 2008  |      |
| Skulptur Heiliger Rochus         | Stein, 16. Jahrhundert                           | in der Kirche St-Sulpice (Lage) | PM88000015    | Classé       | 1960  |      |
| Skulptur Madonna mit Kind        | Kalkstein, 15. Jahrhundert                       | in der Kirche St-Sulpice (Lage) | PM88001222    | Inscrit      | 2007  |      |
| Taufbecken                       | Stein, 11. oder 12. Jahrhundert                  | in der Kirche St-Sulpice (Lage) | PM88000013    | Classé       | 1908  |      |
| Pietà                            | Stein, farbig gefasst, Ende des 16. Jahrhunderts | in der Kirche St-Sulpice (Lage) | PM88000014    | Classé       | 1951  |      |